# Georges Biscot
|  |

Georges Biscot, de son vrai nom Gaston Georges Bouzac, est un acteur français né le 15 septembre 1886 à Courbevoie et mort en son domicile le 17 décembre 1945 dans le 18e arrondissement de Paris. Il est enterré à Paris au cimetière de Montrouge.

## Biographie
Comique populaire au temps du cinéma muet, il tourne dans plusieurs feuilletons sous la direction de Louis Feuillade. Chanteur au café-concert (il interprète La valse brune) puis au music hall (La Revue Galante aux Folies Bergère en 1916 aux côtés de Musidora), il enchaîne tours de chant, films et pièces de théâtre.

## Filmographie

### Films muets
- 1916 : Le Pied qui étreint de Jacques Feyder
- 1916 : Dranem amoureux de Cléopâtre de Roger Lion
- 1916 : Biscot se trompe d'étage de Jacques Feyder
- 1918 : Vendémiaire de Louis Feuillade
- 1918 : Tih Minh de Louis Feuillade
- 1919 : Barrabas de Louis Feuillade
- 1921 : Les Deux Gamines de Louis Feuillade
- 1921 : Zidore ou les Métamorphoses de Louis Feuillade
- 1921 : Séraphin ou les Jambes nues de Louis Feuillade
- 1921 : L'Orpheline de Louis Feuillade
- 1921 : Saturnin ou le Bon Allumeur de Louis Feuillade
- 1921 : Gustave est médium de Louis Feuillade
- 1921 : Parisette de Louis Feuillade
- 1922 : Lahire ou le Valet de cœur de Louis Feuillade
- 1922 : Gaëtan ou le Commis audacieux
- 1922 : Marjolin ou la Fille manquée
- 1922 : Le Fils du Flibustier
- 1923 : Vindicta
- 1925 : Le Roi de la pédale
- 1926 : Bibi-la-Purée de Maurice Champreux
- 1927 : Les Cinq Sous de Lavarède de Maurice Champreux
- 1927 : Le P'tit Parigot

### Films parlants
- 1931 : Hardi les gars ! de Maurice Champreux
- 1931 : Biscot boxeur (anonyme)
- 1932 : Clochard de Robert Péguy
- 1933 : Six cent mille francs par mois de Léo Joannon
- 1935 : Bibi-la-Purée de Léo Joannon
- 1938 : Le Plus beau gosse de France de René Pujol
- 1940 : Untel père et fils de Julien Duvivier avec Raimu, Michèle Morgan et Louis Jouvet
- 1944 : La Cage aux rossignols de Jean Dréville
- 1945 : La Route du bagne de Léon Mathot avec Viviane Romance

## Music-hall, revues, opérettes
- 1940 : Sourires de femmes, revue du concert Mayol[5].

## Quelques chansons
- Si mon cœur avait des roulettes (paroles d'André Mouëzy-Éon, musique de Valsien), créée dans la revue Bibi la purée à l'Eldorado
- La Môme Biclo (paroles de Cazalis, musique de Dufas et Gardoni), chanson du Tour de France
- 1922 : Fernande (paroles de Nazelles, musique de Mauprey)
- 1926 : Elle sait conduire une automobile, Cécile (paroles de Nazelles, musique de Chantrier), créée dans la revue La foire aux fiancés au Théâtre du Châtelet

Enregistrements :
La Markettera (parodie de la Violeterra), musique de J. Padilla, chanté par M. Biscot de l'Eldorado, disque Opéra à saphir n°905, 1923.